# Ken Griffey junior
George Kenneth „Ken“ Griffey junior (* 21. November 1969 in Donora, Pennsylvania) ist ein ehemaliger US-amerikanischer Baseballspieler. Er spielte über 21 Jahre in der Major League Baseball (MLB) und gehörte vor allem in den 1990er-Jahren zu den erfolgreichsten Spielern.

## Karriere
Griffey begann seine MLB-Karriere 1989 bei den Seattle Mariners in der American League, einem Team, das erst 1977 gegründet worden war und zuvor kaum Erfolge vorzuweisen hatte. Auch dank Griffeys Leistungen als Batter wurden die Mariners in den 1990ern zu einem relativ starken Team, das 1995 und 1997 den Titel in der West Division gewann. Viermal schaffte er dabei einen OPS-Wert (OBP plus SLG) von mehr als 1.000 als Schlagmann. 
Seine herausragenden Leistungen führten zu zahlreichen Ehrungen, ab 1990 gewann er jährlich den Gold Glove für hervorragende Defensivleistungen und wurde ebenso jährlich ins All-Star Team der American League berufen. 1997 wurde er zudem als bester Akteur (MVP) der AL ausgezeichnet.
Im Jahr 2000 wechselte er zu den Cincinnati Reds in der National League und damit in die Stadt, in der er aufgewachsen war. Seine Leistungen blieben gut, waren allerdings nicht mehr überragend wie in Seattle. Auch hatte Griffey zeitweise mit Verletzungen zu kämpfen. 2005 wurde er jedoch zum MLB Comeback Player of the Year in der National League gewählt.
Während der Saison 2008 wechselte Griffey für letztlich 41 Einsätze zu den Chicago White Sox, um diese für die anstehenden Play-offs zu verstärken. Für die Saison 2009 kehrte er nach neun Jahren zu den Seattle Mariners zurück und kam dort 2010 noch in 33 Spielen zum Einsatz. Er beendete am 2. Juni 2010 seine Karriere.
Seine insgesamt 630 geschlagenen Home Runs entsprechen in der MLB-Geschichte der fünftbesten Leistung aller Spieler insgesamt. Damit war er vor seinem Rücktritt der erfolgreichste noch aktive Spieler. Zu seinen weiteren Leistungen gehören 9.801 At-Bats sowie 1779 Strike-Outs bei 1.312 Walks.
Am 6. Januar 2016 wurde er in die Baseball Hall of Fame aufgenommen, wobei er zuvor 99,32 % der Stimmen bekam und damit den Rekord von Pitcher Tom Seaver brach der zuvor 98,84 % der Stimmen erhielt.

## Videospiele
Wegen seiner großen Popularität und weil Nintendo Anteilseigner der Seattle Mariners war, bei denen er damals spielte produzierte Nintendo in den 1990ern eine Serie von Baseball-Videospielen, die mit Griffeys Namen warben. Ken Griffey Jr. Presents Major League Baseball wurde 1994 für das Super-Nintendo-System und 1997 für den Game Boy veröffentlicht. 1996 folgte das von Rare für das Super Nintendo-System produzierte Ken Griffey Jr.'s Winning Run. Major League Baseball Featuring Ken Griffey, Jr. für das Nintendo 64 schloss die Serie 1998 ab.

## Nachweise
1. ↑  Griffey Jr. announces his retirement. In: MLB.com. 2. Juni 2010, abgerufen am 3. Juni 2010 (englisch).
2. ↑  Ryan Divish: Ken Griffey Jr. elected to Baseball Hall of Fame, sets voting record. In: The Seattle Times. 6. Januar 2016, abgerufen am 1. November 2024 (englisch).

| Personendaten    | Personendaten                                       |
| ---------------- | --------------------------------------------------- |
| NAME             | Griffey, Ken junior                                 |
| ALTERNATIVNAMEN  | Griffey, George Kenneth junior (vollständiger Name) |
| KURZBESCHREIBUNG | US-amerikanischer Baseballspieler                   |
| GEBURTSDATUM     | 21. November 1969                                   |
| GEBURTSORT       | Donora, Pennsylvania                                |